# Acer Iconia Tab A500
Acer Iconia A500 — интернет-планшет компании Acer под управлением операционной системы Android 3.0-4.0.3, разработанный как платформа для аудио-визуального содержимого: видео, музыки, книг, периодических изданий, игр и сетевого контента. Тайваньская компания также выпустила модификацию планшета под названием Acer Iconia Tab A501, в которой добавлен 3G-модуль.

## История
Первый прототип устройства был представлен на глобальной пресс-конференции Acer в Нью-Йорке 23 ноября 2010 года, когда прессе был показан планшет на аппаратной платформе Tegra 2. При этом, точное название устройства не было обнародовано, как и даты начала продаж. Устройство было официально анонсировано на CES 2011 5 января 2011 года под названием Acer Iconia Tab A500/A501 (версия с 3G), но представители компании-производителя отказались сообщать информацию ни о старте продаж, ни о ориентировочной цене устройства. По утверждениям разработчиков устройства, планшет обладает 10-позиционным дисплеем и гироскопом, специально адаптированным для HD-игр. В начале апреля 2011 года Acer назначила старт продаж на 24 апреля 2011 года, открыв предварительный заказ устройств в США по цене в $449,99 за младшую модификацию (16 Гб памяти, без 3G). Некоторые эксперты определили, что планшет от Acer, имея почти идентичные характеристики с Motorola XOOM, будет более удачной покупкой, так как имеет цену на $150 меньшую, чем конкурирующий продукт от Motorola.

## Аппаратное обеспечение
Задняя часть планшета выполнена из стилизованного под грубую обработку алюминия. Фронтальная часть планшета, не имея физических клавиш, обладает камерой для совершения видеозвонков, датчиком освещения и дисплеем. Диагональ LCD ёмкостного сенсорного дисплея Acer Iconia Tab A500 составляет 10,1 дюймов, а разрешающая способность — 1280x800 пикселей, с высоким качеством цветопередачи. Устройство способно воспроизводить видео в формате 720p, а формат 1080p поддерживается только через подключение к внешнему дисплею через HDMI.
Вычисления на планшете выполняет двухъядерный процессор Tegra 2 с частотой 1 ГГц при помощи одного гигабайта оперативной памяти типа DDR3.
Из средств коммуникации планшет обладает micro-HDMI, micro-USB, полноценным USB разъёмами; слотом для Micro SD, поддерживающим карты памяти до 64 гигабайт; адаптерами 802.11n (с сертификацией Wi-Fi) и Bluetooth.
Устройство обладает двумя камерами: одной (фронтальной) для совершения видеозвонков с разрешением два мегапикселя и второй для фото и видеосъёмки с разрешением пять мегапикселей, автофокусом и LED-вспышкой.
Для ориентации в пространстве планшет оснащён акселерометром, гироскопом, GPS-приёмником и цифровым компасом. Воспроизведение звука обеспечивают два динамика, способных работать в стерео-режиме, расположенных на задней части планшета. Благодаря использованию технологий Dolby Audio, качество звука, воспроизводимого планшетом, находится на высоком уровне. Автономную работу обеспечивают два литий-полимерных аккумулятора с зарядом 3260 мА·ч.

## Программное обеспечение
Ранее на планшете Acer была операционная система из семейства HoneyComb.
На данный момент планшет управляется операционной системой Android 4.0.3 Ice Cream Sandwich. Операционная система сопровождается стандартным программным обеспечением от Google: клиент для GMail, браузер, построенный на основе движка рендеринга WebKit и движка обработки JavaScript V8 с оболочкой Google Chrome, музыкальный плеер, календарь, программа просмотра изображений, чат и Google Карты. Компания Acer добавила к стандартной поставке набор приложений, отличающий A500 от конкурентов: читалка книг LumiRead, программа для социальных сетей (Facebook и Twitter) SocialJogger, мультимедиа-плеер NemoPlayer, программа для потокового контента и ряд других.

## Критика
Большинство экспертов рынка технологических гаджетов положительно отзывались о планшете, отмечая его стильный дизайн, высокое качество звучания динамиков, наличие полноценного USB-порта, высокопроизводительную платформу NVIDIA Tegra 2, хорошее качество цветопередачи, современную операционную систему. Тем не менее, эти же эксперты отмечали, что устройство обладает не очень хорошими характеристиками автономной работы, но с обновлением до ОС Android 4.0.3 Ice Cream Sandwich время работы повысилось ,, имеет посредственные матрицы камеры, а также большинство приложений, разработанных для Android 2.x, не приспособлены для работы на планшетах из-за большей диагонали экрана, к тому же сам экран очень плохо читается на ярком солнечном свете. Из-за этих недостатков, а также из-за общей неготовности платформы к решению повседневных задач, не имеет смысла использовать планшет в корпоративном сегменте. Несмотря на то, что Acer Iconia Tab A500 один из лучших Honeycomb и Ice Cream Sandwich-планшетов, обладая рядом уникальных особенностей (слот MicroSD, USB-порт, поддержка звука Dolby) он уступает iPad 2 по некоторым параметрам (бо́льшие размеры и вес, бликующий экран), но в целом лучше его, как заявляют критики.